# Dealul Bălănești
Dealul Bălănești je nejvyšší kopec v Moldavsku, má nadmořskou výšku 430 m. Nachází se v západní části Moldavska, v pohraničním okrese Ungheni. Je to jeden z vrchů Pohoří Cornești.
Výstup na vrchol je půlhodinovou záležitostí. Jedná se o procházku kolem starých chalup a slunečnicových polí.